# Families of Structurally Similar Proteins
Pour la société de vie apostolique qui utilise le même sigle, voir Fraternité sacerdotale Saint-Pierre.
Families of Structurally Similar Proteins (FSSP), est une base de données bio-informatique de protéines présentant des similitudes structurelles. Elle est générée par l'algorithme DALI.